# Franciszka Ksawera Maria Fenollosa Alcaina
Franciszka Ksawera Maria Fenollosa Alcaina, Maria Fenollosa Alcaina (ur. 24 maja 1901 zm. 27 września 1936) – hiszpańska błogosławiona Kościoła katolickiego. 

## Życiorys
Pochodziła z rolniczej rodziny. Miała dziewięcioro rodzeństwa. Wstąpiła do Kapucynek od Świętej Rodziny. Zginęła podczas wojny domowej w Hiszpanii w wieku 35 lat.
Została beatyfikowana w grupie Józef Aparicio Sanz i 232 towarzyszy przez papieża Jana Pawła II w dniu 11 marca 2001 roku.